# Henryk Pankau
Henryk Pankau (ur. 20 maja 1924 w Miasteczku Krajeńskim, zm. 17 stycznia 2004 w Pile) - pracownik samorządowy, działacz gospodarczy i kulturalny na rzecz miasta Piły.

## Życiorys
W latach 1945–1949 organizator i pracownik Poczty Polskiej, w latach 1949–1975 radny Miejskiej Rady Narodowej, przewodniczący Komisji Kultury. W latach 1954–1962 wiceprzewodniczący Rady Miejskiej w Pile, 1962–1968 dyrektor Wielkopolskich Zakładów Gazownictwa w Pile, 1968–1975 dyrektor Pilskiego Przedsiębiorstwa Budowlanego, 1975–1981 prezes Wojewódzkiego Związku Spółdzielni Mieszkaniowych województwa pilskiego.
Działał w Towarzystwie Rozwoju Ziem Zachodnich, Pilskim Towarzystwie Historycznym, Towarzystwie Miłośników Miasta Piły, którego był prezesem w latach 1983–1990, współpracował z członkami Związku Pilan Pochodzenia Niemieckiego w Cuxhaven.
Uhonorowany Krzyżem Oficerskim i Kawalerskim Orderem Odrodzenia Polski, Odznaką "Zasłużony Działacz Kultury", wpisany do Księgi Pamiątkowej Miasta Piły (1999), Honorowy Członek Towarzystwa Miłośników Miasta Piły (1995) i Honorowy Prezes Towarzystwa Miłośników Miasta Piły (2001).